# Borís Assàfiev
Borís Assàfiev   (Sant Petersburg, 17 de juliol de 1884 (Julià) - Moscou, 27 de gener de 1949) Borís Vladimirovich Asafiev en rus: Борис Владимирович Асафьев, va ser un compositor, escriptor, musicòleg i crític musical rus i soviètic i un dels fundadors de la musicologia soviètica.
Borís Asafiev, que va néixer durant l'Imperi rus, va veure néixer l'URSS, on va exercir una forta influència en la música soviètica. Les seves composicions inclouen ballets, òperes, simfonies, concerts i música de cambra.

## Biografia
Assafiev va estudiar filologia i història a la Universitat de Sant Petersburg, graduant-se el 1908. Al mateix temps, va prendre cursos d'orquestració amb Rimski-Kórsakov i de composició musical, amb Anatoli Liàdov, al Conservatori, graduant-se el 1910. Van ser les seves trobades amb el crític d'art Vladímir Stásov els que van influir en la seva formació com a jove músic. El 1910 Assafiev va passar a exercir un lloc dins del control dels assajos de ballet al Teatre Mariinsky de Sant Petersburg, i des del 1914 va col·laborar amb les principals revistes musicals russes de l'època i va començar a escriure sota el pseudònim d'Ígor Glebov. El seu camp de recerca va ser la música de compositors russos del segle XIX i els corrents moderns.
A partir del 1920 va dirigir el departament d'història de la música de l'Institut Nacional d'Història de l'Art i va participar en l'Associació per a la Música Contemporània. Va ser en aquest moment quan van aparèixer la majoria de les seves principals obres musicològiques, incloses les primeres monografies en rus dedicades a Ígor Stravinski, Alfredo Casella, Alban Berg, Paul Hindemith, Ernst Krenek i Grup dels Sis (Les Six). Tots aquests llibres estan escrits sota el seu pseudònim d'Ígor Glebov.
A proposta d'Asafiev, els teatres de Leningrad van presentar noves òperes com Wozzeck d'Alban Berg, Der Ferne Klang de Franz Schreker, Der Sprung über den Schatten i Jonny spielt auf d'Ernst Krenek. També va insistir que el 1928 Borís Godunov de Modest Mússorgski veiés l'escena en la versió de l'autor i no revisada per Rimski-Kórsakov. Sota la seva revisió van aparèixer traduccions russes de llibres de Paul Bekker i Ernst Kurth. Asafiev va desenvolupar les idees d'aquest últim al seu llibre Forma musical com un assaig (1930).
De 1924 a 1928 va ser editor de la publicació "Novaya Muzyka" i des de 1925 va ser professor d'història, teoria i composició al seu antic Conservatori. A principis de la dècada de 1930, Asafiev es va concentrar en la composició. Les seves obres de major èxit van ser els ballets, que havien resultat més acceptables per a les autoritats polítiques, com Flames de París (1932) l'acció de les quals transcorre durant la Revolució Francesa i La font de Bajchisarái a partir del poema d'Aleksandr Puixkin (1933), representant-se per primera vegada el 1934.
Durant el setge de Leningrad Assafiev va romandre a la ciutat sense parar en les seves activitats i el 1943 es va traslladar a Moscou com a professor i director de la secció de recerca del Conservatori i va ingressar com a membre de l'Institut Nacional d'Història de l'Art. El mateix any va ser nomenat acadèmic de l'Acadèmia de Ciències de l'URSS (és l'únic musicòleg que ha obtingut aquest títol). El 1948 va ser nomenat president de la Unió de Compositors Soviètics i li va ser atorgat el Premi Stalin per la seva monografia sobre Mikhaïl Glinka.
Després de la guerra, Andrei Jdànov va imposar el realisme socialista com l'única estètica soviètica. Per a la música, els principis del zhdanovisme, sotmetent tota l'activitat cultural a la línia del Partit en nom del romanticisme revolucionari, van ser ratificats al primer congrés de la Unió de Compositors Soviètics convocat l'abril de 1948. Com el seu president, Asafiev sotmet els formalistes russos i els modernistes occidentals a una crítica devastadora. Va escriure la resolució Sobre l'òpera; La gran amistad en què es va publicar la llista de denúncies dels compositors Dmitri Xostakóvitx, Serguei Prokófiev, Nikolai Miaskovski, Aram Khatxaturian, Gavriïl Popov i Vissarion Xebalín el 10 de febrer de 1918, el va succeir com a secretari general de la Unió de Compositors Soviètics el compositor Tíkhon Khrénnikov, que va romandre al capdavant durant quaranta-tres anys, fins a la desaparició de l'URSS el 1991. Assàfiev va ser enterrat al Cementiri Novodèvitx.

## Obres seleccionades

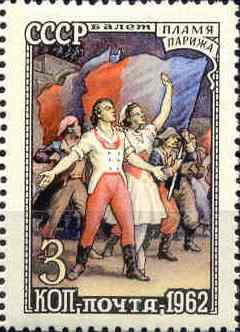
Segell de l'URSS sobre "El ballet soviètic", 1962.

### Ballets
- El regal de fades (1910)
- Lliri blanc (1911)
- Flames de París (1931)
- La font de Bajchisarái (1936)
- El presoner del Caucas (1938)
- La senyora rústica
- El convidat de pedra (1946)

### Òpera
- La dona del caixer
- Minin i Pozharsky
- La noia sense dot

### Orquestral
- 5 simfonies
- Concert per a clarinet i orquestra (1939)
- Concert per a guitarra i orquestra de càmera (1939)
- Concert per a piano i orquestra (1939)

### Música de cambra
- Quartet de corda (1940)
- Sonata per a viola (1938)
- Sonata per a violoncel i piano (1935)
- Sonata per a trompeta i piano (1939)
- Sonatina per a oboè i piano (1939)
- Variacions per a trompa i piano (1940)